# Joyland (album, Chris Spedding)
Joyland je třinácté sólové studiové album anglického kytaristy Chrise Speddinga. Album vydalo v lednu roku 2015 hudební vydavatelství Cleopatra Records. Na albu se podílelo několik hostů. Jsou to převážně hudebníci, s nimiž Spedding v minulosti spolupracoval, například členové skupiny Roxy Music (Bryan Ferry a Andy Mackay), zpěváci Robert Gordon a Arthur Brown, kytarista Johnny Marr nebo baskytarista Glen Matlock, člen kapely Sex Pistols, ale svým hlasem sem přispěl také herec Ian McShane.

## Seznam skladeb
| Pořadí         | Název              | Autor                         | Délka |
| -------------- | ------------------ | ----------------------------- | ----- |
| 1.             | Joyland            | Chris Spedding, Steve Parsons | 3:08  |
| 2.             | Now You See It     | Spedding                      | 3:14  |
| 3.             | Café Racer         | Spedding, Parsons             | 2:06  |
| 4.             | Gun Shaft City     | David Ebony                   | 2:34  |
| 5.             | Heisenberg         | Spedding                      | 2:54  |
| 6.             | I Still Love You   | Spedding, Robert Gordon       | 3:33  |
| 7.             | The Pied Piper     | Steve Duboff, Artie Kornfeld  | 2:32  |
| 8.             | Go Down South      | Parsons                       | 3:32  |
| 9.             | Shock Treatment    | Spedding, Parsons             | 3:23  |
| 10.            | I'm Your Sin       | Spedding, Parsons             | 2:57  |
| 11.            | Message for Stella | Parsons                       | 3:14  |
| 12.            | Boom Shakka Boom   | Parsons                       | 3:02  |
| Celková délka: | Celková délka:     | Celková délka:                | 36:09 |

## Obsazení
- Chris Spedding – zpěv, kytara, baskytara, klávesy, varhany, doprovodné vokály
- Steve Parsons – kytara, zpěv, doprovodné vokály
- Arthur Brown – zpěv
- Bryan Ferry – zpěv
- Robert Gordon – zpěv
- Ian McShane – zpěv
- Lane – zpěv
- Johnny Marr – kytara
- Sixteen – kytara
- Glen Matlock – baskytara
- Andy Fraser – baskytara
- Toshi – baskytara
- Andy Newmark – bicí
- Martin Chambers – bicí
- Charlotte Glasson – viola, pikola
- Andy Mackay – hoboj, saxofon
- Jody Spedding – doprovodné vokály
- Lisa Abbott – doprovodné vokály
- Steve Wrigley – doprovodné vokály